# Phraser
 (juin 2023).
Phraser est un logiciel qui utilise des algorithmes d'apprentissage automatique pour aider à créer des descriptions en langage naturel ("prompts") pour les réseaux de neurones,,.

## Usage
Phraser est conçu pour simplifier le processus de création des prompts pour les réseaux de neurones. L'application web permet aux utilisateurs d'approfondir divers paramètres de prompt, notamment le style, le type de contenu, la qualité des couleurs, les paramètres de l'appareil photo, afin de générer des prompts optimales adaptées à un modèle de réseau neuronal particulier.

## Fonctionnalité
L'application prend en charge différents réseaux neuronaux, notamment DALL-E, Midjourney  et Stable Diffusion , et est également capable de créer des images et des fichiers audio dans l'interface utilisateur.